# Маскулізм
Маскулізм або маскулінізм (від лат. masculinus «чоловічий») — ідеологія і суспільно-політичний рух, метою якого є усунення сексизму та стереотипів щодо чоловіків. Кінцевою метою маскулізму є усунення сексизму, об'єктивації, насилля над чоловіками та подолання гендерної нерівності. Попри наукове підґрунтя, рух не користується масовою підтримкою серед чиновників і суспільства.
Маскулістом є людина, яка обстоює рівні з жіночими права людини для чоловіків, активно долучається до поширення маскуліністичних принципів.

## Історія маскулізму
Особливе місце в історії розвитку маскулізму як руху займає британський журналіст, історик і філософ Ернест Белфорт Бакс, який вважається родоначальником чоловічого правозахисного руху. Період його суспільної діяльності охоплює кінець ХІХ — початок ХХ сторіччя. Рух, розпочатий Е. Баксом, був спробою привернути увагу суспільства до аспектів безпідставної дискримінації чоловіків за ознакою статі в таких сферах, як законодавче регулювання сімейних відносин, культура, захист держави, профілактика й боротьба з сімейним насиллям, кримінальне законодавство, гендерні ролі та очікування. Публікації Е. Бакса з'являлися в мас-медіа протягом тридцяти років, що зробило його внесок в розвиток чоловічого правозахисного руху не тільки першим, але й одним з найбільш значущим.
Сучасний маскулізм представлений зареєстрованими та неформальними об'єднаннями, переважними видами діяльності яких є просвітницька, волонтерська, публіцистська й активістська. Попри вагомі аргументи й об'єктивні докази дискримінації чоловіків, рух не користується значною підтримкою серед чиновників країн західного світу. У середині 80-х років ХХ сторіччя активісти виступили з пропозицією створити в Європейському парламенті підкомісію з захисту прав чоловіків, однак вона не була підтримана законодавцями.
У 2016 році американська режисерка, акторка й колишня феміністка Кессі Джей зняла документальний фільм «Червона пігулка», в якому вона показала раніше приховувані (через непопулярність та замовчування в ЗМІ) для масового глядача інтерв'ю з активістами та розкрила справжні ідеї руху за права чоловіків у сучасному світі.

## Проблематика маскулізму

### Примусовий призов
Відзначається, що наразі примусовий призов громадян для проходження військової служби закріплений законодавчо в орієнтовно 80 країнах світу. У трьох з них призов розповсюджується також на жінок. У тих країнах, де примусовий призов фактично відсутній, часто, з усім тим, існує так звана система обов'язкового військового обліку, як правило, тільки для чоловіків. Порушення правил військового обліку тягне за собою обмеження в правах, у тому числі у виборчому праві, яке фактично виявляється для чоловіків умовним. Це підводить до висновку[джерело?], що у випадку зміни геополітичних амбіцій влади будь-яка, на перший погляд правова держава, може примусово залучити чоловіче населення до участі в операціях, що загрожують їхньому життю та здоров'ю. Зауважується[ким?], що скасування примусового призову використовується як політична обіцянка протягом багатьох років в Україні. Тобто, політики усвідомлюють, що доволі значна частина населення не підтримує систему примусового призову й виступає за контрактну армію. Більшість маскулістів виступають проти загальнообов'язкового призову на строкову військову службу та за комплектування збройних сил винятково на контрактній основі.

### Нижча тривалість життя чоловіків
Згідно зі звітом «Світова статистика охорони здоров'я ВОЗ», середня очікувана тривалість життя чоловіків, що народилися у 2008 році в Україні складе лише 62 роки (на 12 років менше, ніж аналогічний показник серед жінок). У період 1990—2000 років різниця очікуваної тривалості життя жінок і чоловіків також складала 10-12 років. Середня очікувана тривалість здорового життя для жінок складає 64 роки, а для чоловіків — 55. Імовірність смерті у віці 15-60 років для жінок складає 15 %, для чоловіків — 40 %[неавторитетне джерело].

### Вищий рівень смертності
В Україні та світі існує непомірно високий рівень смертності чоловіків внаслідок самогубства, нещасних випадків на виробництві та зовнішніх причин. Так, зокрема, частка чоловіків серед померлих від суїциду становить 81 %, серед померлих унаслідок зовнішніх причин — 78 %, серед померлих унаслідок нещасних випадків на виробництві — 79 %.

### Більш тривалі терміни ув'язнення
Більш тривалі терміни ув'язнення в порівнянні з жінками за скоєння одного й того самого злочину. Згідно зі статистикою, жінки будь-якої раси отримують значно менші строки позбавлення волі у порівнянні з білими чоловіками, що скоїли ті самі злочини. Так, наприклад, у період з 2000 до 2016 року, в США темношкірі та білі жінки отримували строки покарань приблизно на 30 % менші, ніж чоловіки.

### Сімейне право
Проблеми пов'язані з сімейним правом, що стосуються батьків-чоловіків та їхніх дітей, включно з опікою та вихованням дітей після розлучення батьків. Більшість членів руху за права батьків, які насамперед зацікавлені в цих питаннях — це батьки-чоловіки, які прагнуть емансипації у рівних правах щодо своїх дітей та їх вихованні нарівні з матерями або після розлучення, або з незадоволеним батьківством над дітьми.

### Інші аспекти дискримінації
Активісти виділяють більше сотні жіночих культурних і соціальних привілеїв, деякі з яких закріплені законодавчо[неавторитетне джерело]. Це, зокрема, різні норми покарання для жінок та чоловіків за скоєння одного й того самого злочину, закріплені Кримінальним кодексом, різні строки виходу на пенсію, різниця у величині страхового стажу для виходу на пенсію, в тому числі за вислугою, культурні й моральні упередження та ін. В умовах євроінтеграції України важливого значення набуває аналіз і недопущення зразків гендерного нерівноправ'я і подвійних стандартів, наявних у західних культурах.
Одним із прикладів подвійних стандартів, служить, наприклад, те, що в аеропортах Німеччини, передбачено обладнання автомобільних стоянок «тільки для леді». Такі стоянки мають більшу ширину прольотів (потребують менше зусиль від водія при маневрі) і знаходяться ближче до термінала в порівнянні з іншими паркуваннями. Крім того, жіночі стоянки краще освітлені ніж інші. Чоловікам користуватися цими паркувальними місцями заборонено, тоді як жінки можуть вільно користуватися стоянкою «для всіх», якщо паркувальні місця «тільки для жінок» будуть зайняті. У майбутньому створення паркувальних місць «тільки для чоловіків» не передбачається.